# 566

## Догађаји
- Византијска војска, под командом Бадуарија, помаже Гепидима у њиховом рату против Лангобарда. Византинци добијају прву битку у доњем Подунављу (Мезија), али гепидски краљ Кунимунд одбија да врати град-тврђаву Сирмијум (савремена Србија), као што је обећао.
- Цар Јустин II, суочен са празном ризницом, прекида уговор са Гепидима који је постојао од 565. Лангобардски краљ Албоин склапа савез са Аварима и Словенима под Бајаном I, на рачун тешких услова. Захтевају десетину стоке Лангобарда и половину ратног плена.
- Јустин II шаље свог рођака Јустина у изгнанство у Александрију, где је постављен за августовског префекта Египта. Ту бива убијен у сну, а глава му је одсечена и донета у Цариград.
- Аинмуире мац Сетнаи постаје високи краљ Ирске, и влада од 566-569.
- Песник из Италије по имену Венанције Фортунат стиже на меровиншки двор у Мецу. Са снажним разумевањем традиционалне римске поезије, Фортунатус импресионира и забавља франачке краљевске породице и аристократију. Успех једног латинског песника у Француској сугерише да је римска култура опстала и након што се Римско царство распало у Галији крајем 5. века.
- Феи Ди, стар 12 година, наследио је свог оца Вен Дија, као цара из кинеске династије Чен. Своју унуку Џанг Јаоер одаје титули Велике царице, а она постаје његов регент.
- Киртиварман I  је наследио свог оца Пулакешина I на месту краља из династије Чалукја (Индија). Током своје владавине довршава потчињавање Кадамбаса и анексира луку Гоа.
- Велика вулканска ерупција се дешава на Антарктику.